# Contea di Cheboygan
La contea di Cheboygan, in inglese Cheboygan County, è una contea dello Stato del Michigan, negli Stati Uniti. La popolazione al censimento del 2000 era di 26 448 abitanti. Il capoluogo di contea è Cheboygan.